# Tirso (santo)
San Tirso (in latino: Thyrsus, in greco: Θύρσος, Thyrsos; ... – Apollonia, 250 circa) è stato un santo greco antico.
Egli subì il martirio a causa della persecuzione dei cristiani sotto l'imperatore Decio, verso il 250.

## Nome
Altri nomi di Tirso sono Thyrsus, Thyrse, in francese, Santiso (oltre a Tirso) in spagnolo.

## Agiografia
Fu testimone dei martirii di san Leucio e san Callinico, contro cui egli si sarebbe opposto, per essere poi lui stesso infine sottoposto al supplizio. I suoi aguzzini non riuscivano a ucciderlo e infine decisero di segarlo in due parti, ma la sega divenne così pesante che i suoi torturatori non riuscirono a proseguire. Questo evento viene ricordato nell'iconografia a lui dedicata, ove compare con una sega in mano.
Secondo la leggenda la salma di Tirso sarebbe stata inumata ad Apollonia. Nel IV secolo essa sarebbe stata traslata a Costantinopoli, dove sotto il pretore Cesario di Nazianzo fu eretta una chiesa in suo onore. Un'altra chiesa fu eretta e a lui dedicata dall'imperatore Giustiniano I.
La sua memoria liturgica cade il 14 dicembre.

## Patrocini
Anche nella parte occidentale dell'Impero romano si diffuse il culto del santo. Tirso è il patrono di Sisteron, un comune della regione Provenza-Alpi-Costa Azzurra.
La locale cattedrale di Notre-Dame-des-Pommiers-et-Saint-Thyrse è a lui dedicata. Altre chiese a lui dedicate sono la cappella di San Tirso di Robion, nel comune francese di Castellane e la chiesa di Châteauponsac presso Limoges.
Gli sono poi state dedicate chiese nella città portoghese di Braga e nelle città spagnole di Oviedo, Girona, Toledo e Sahagún.
A Palas de Rei, nella regione spagnola della Galizia, vi è una chiesa a lui dedicata e sulla Plaza de Concello gli è stata eretta una statua.
Nella zona orientale dell'isola di Cipro, sulla penisola di Karpas, vi è una cappella con accanto una chiesa greco-ortodossa dedicata a san Tirso (Agios Thyrsos).

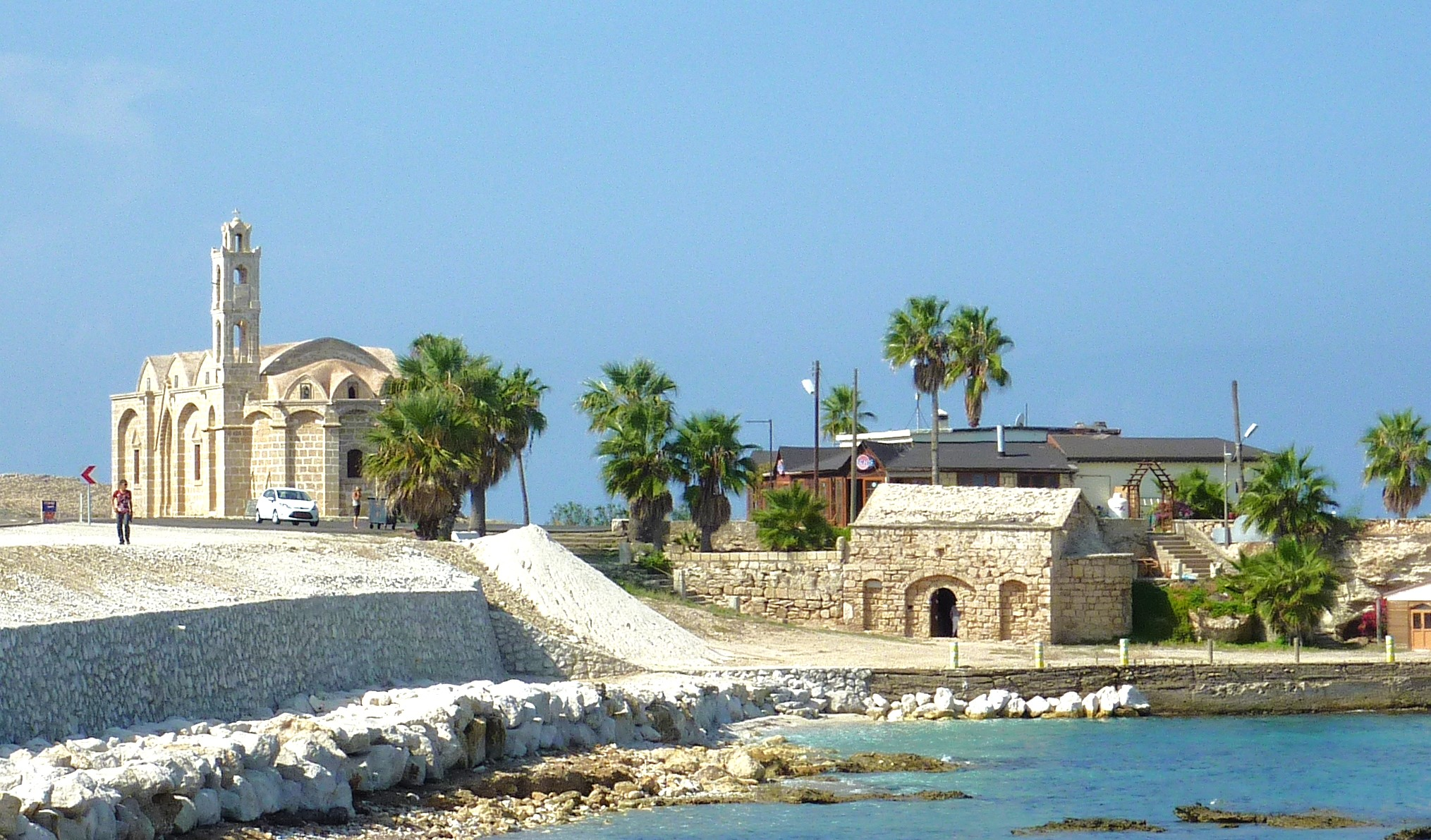
Chiesa e cappella greco-ortodossa di Agios Thyrsos a Cipro
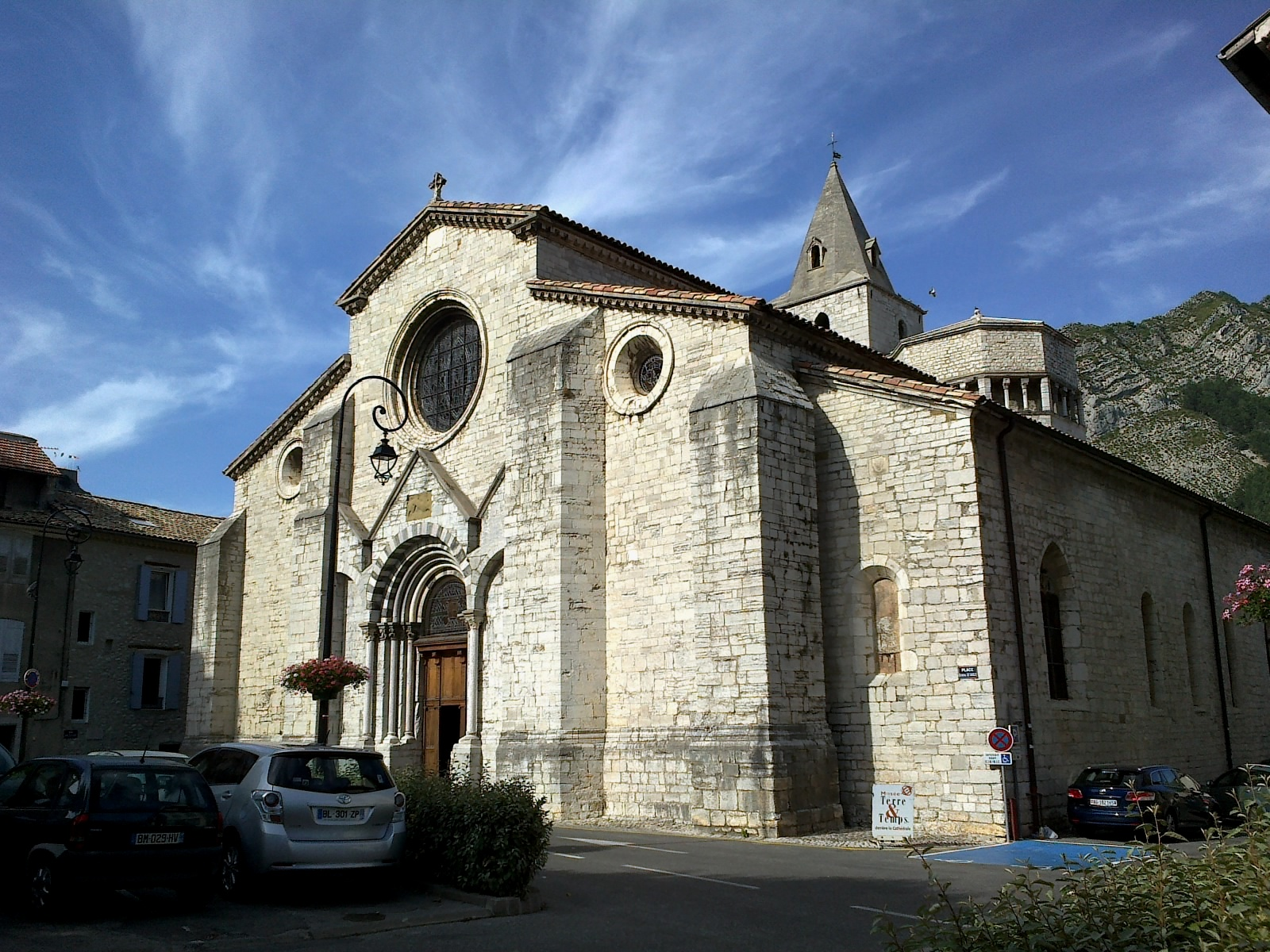
Cattedrale Notre-Dame-des-Pommiers-et-Saint-Thyrse a Sisteron
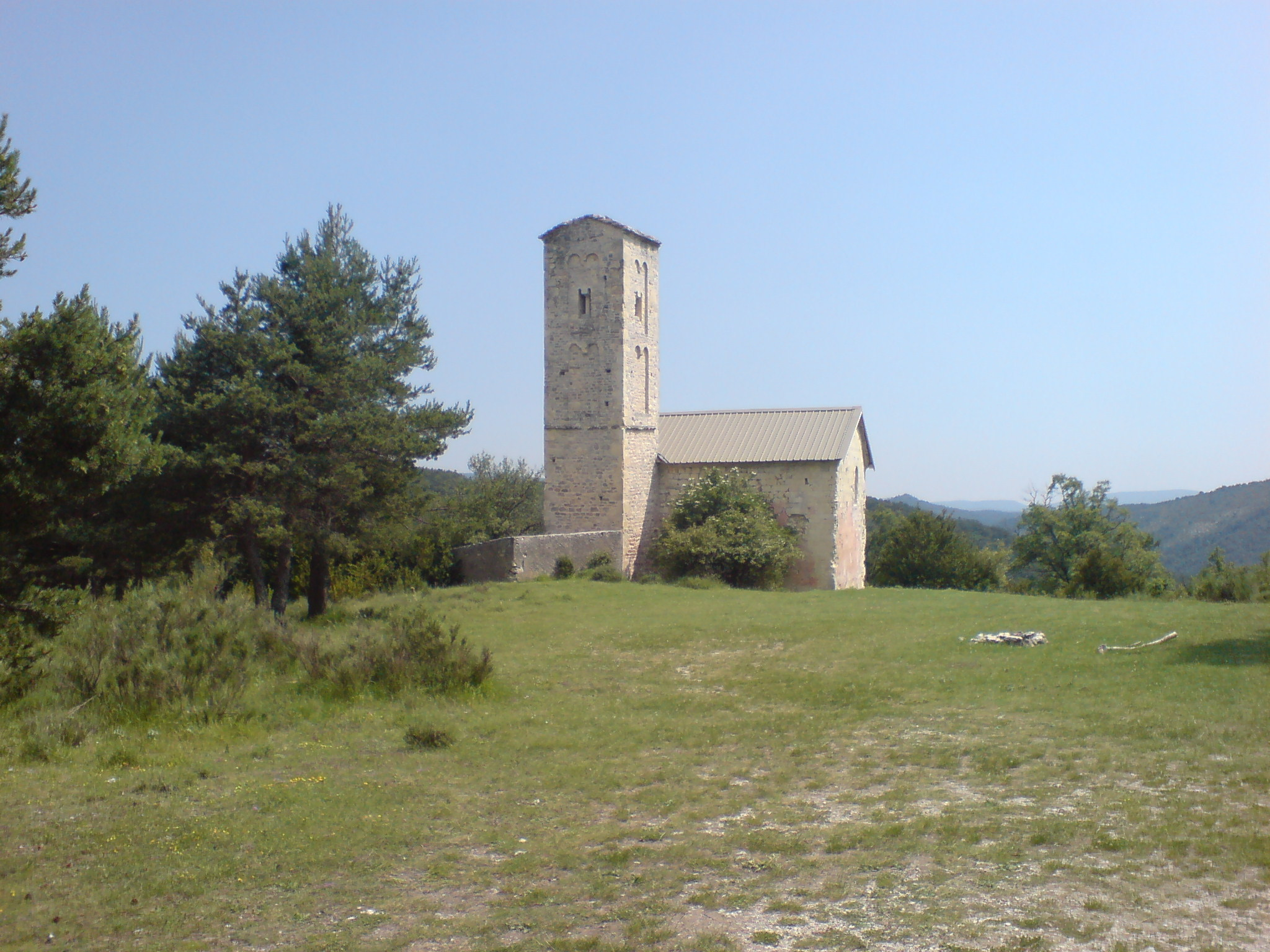
Cappella di Saint-Thyrse all'esterno del cascinale Robion presso Castellane
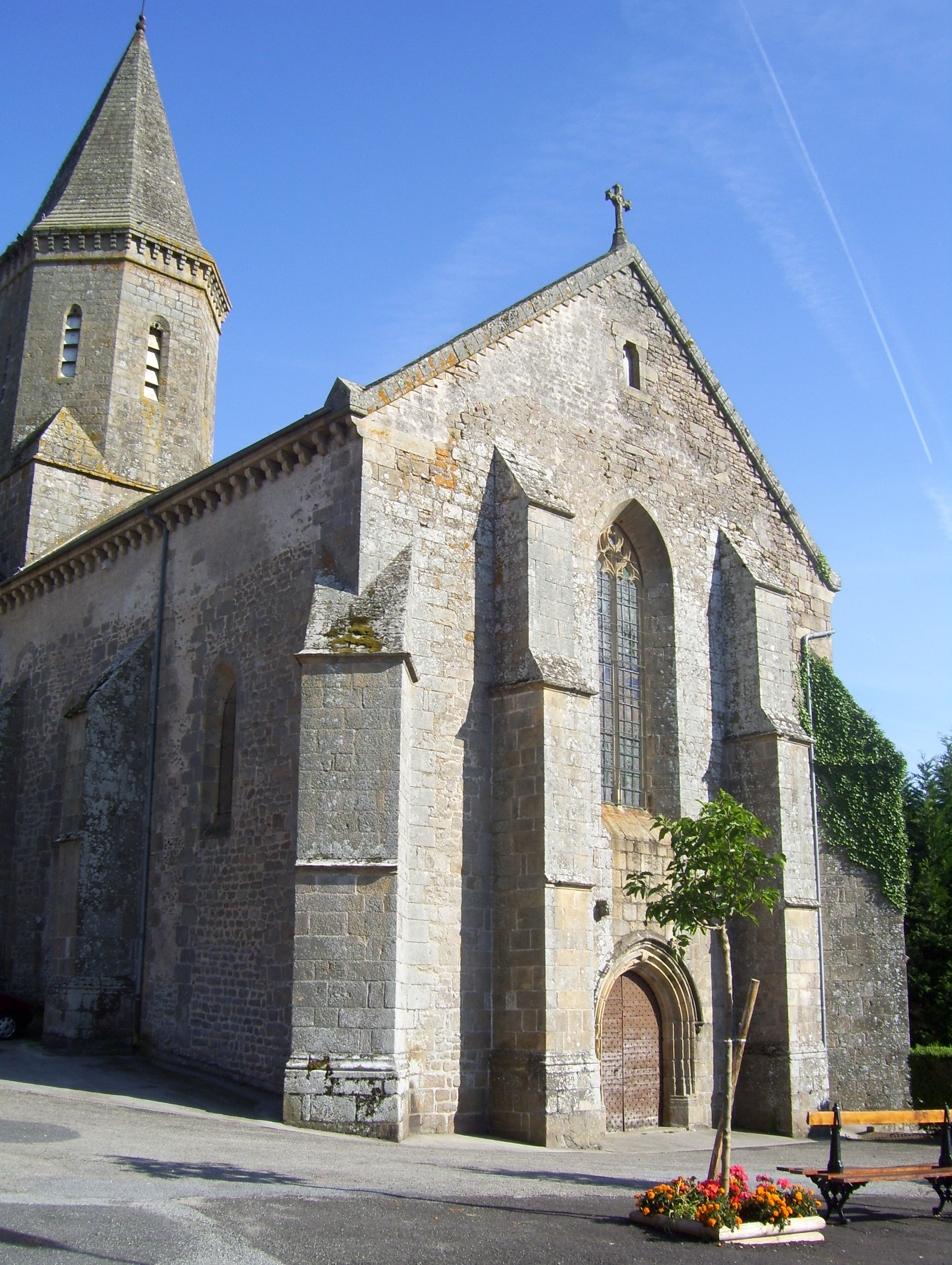
Chiesa di San Tirso (Saint-Thyrse) a Châteauponsac
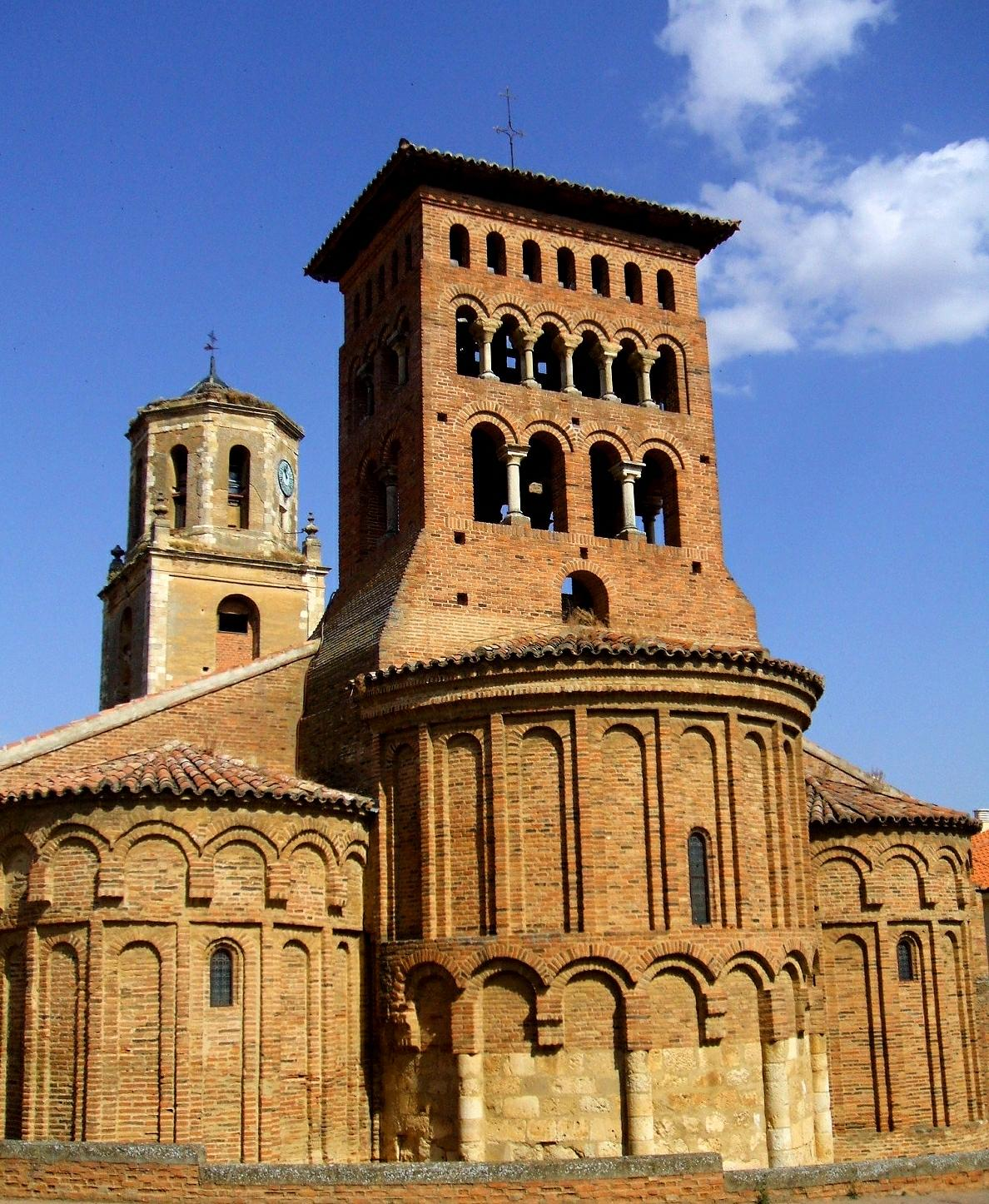
Chiesa di San Tirso a Sahagún
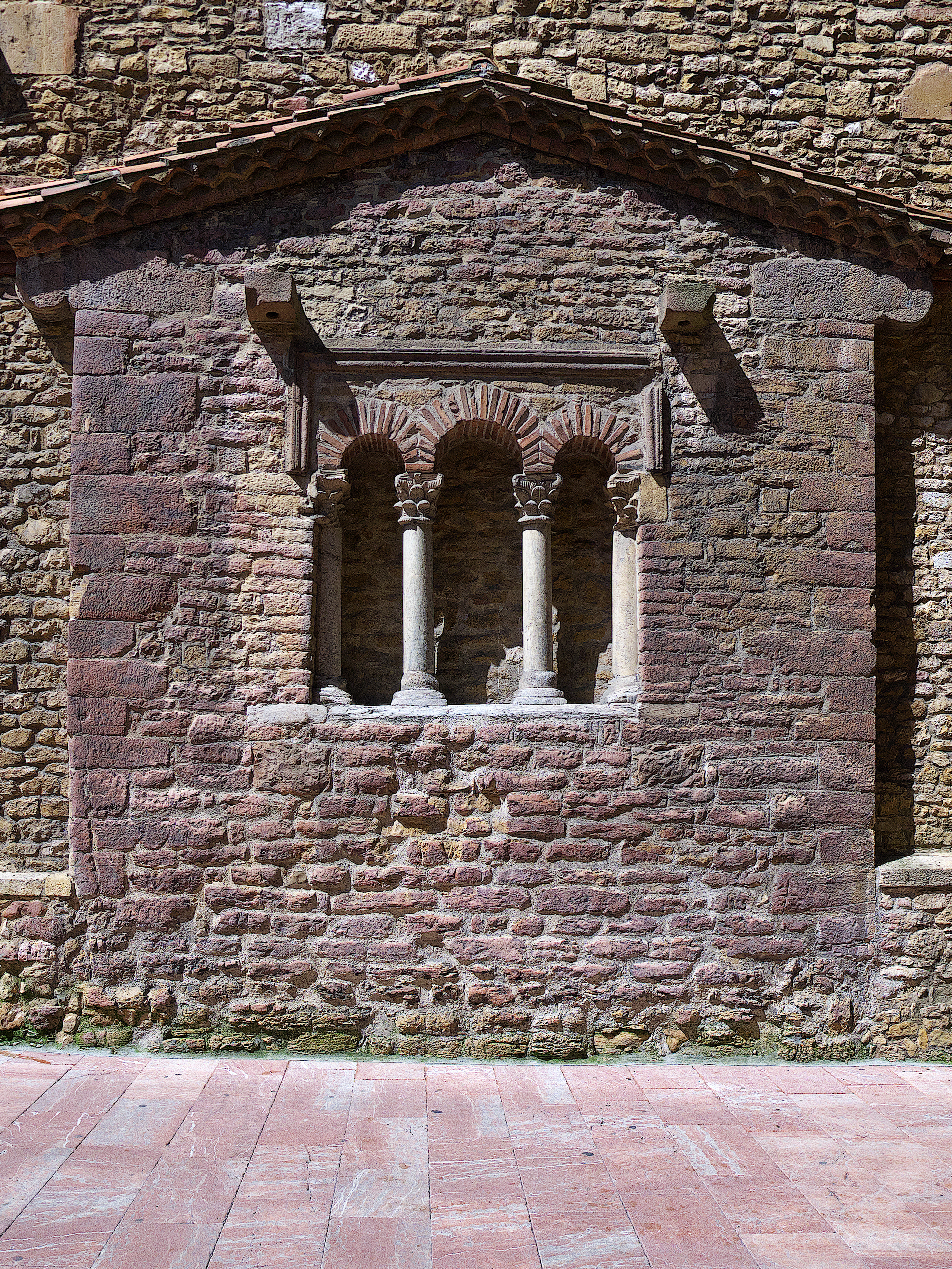
Chiesa di San Tirso a Oviedo